# Возрождение (станция, Саратовская область)
Возрождение — станция (как тип населённого пункта) в Хвалынском районе Саратовской области. Входит в Благодатинское муниципальное образование.

## Физико-географическая характеристика
Населённый пункт находится в пределах Приволжской возвышенности, являющейся частью Восточно-Европейской равнины, по левую сторону Озёрного дола (бассейн реки Терешка), на высоте около 90-100 метров над уровнем моря. Почвы — чернозёмы остаточно-карбонатные.
Населённый пункт расположен примерно в 24 км по прямой в северном направлении от районного центра города Хвалынска. В 2 км юго-восточнее пристанционного посёлка расположен одноимённый посёлок городского типа. По автомобильным дорогам расстояние до районного центра составляет 38 км, до областного центра города Саратов — 270 км.
Часовой пояс
Посёлок при станции Возрождение, как и вся Саратовская область, находится в часовой зоне МСК+1. Смещение применяемого времени относительно UTC составляет +4:00.

## История
Населённый пункт основан в период Великой Отечественной войны.
В 1942 году для эффективной переброски войск и грузов к Сталинграду была проложена одноколейная линия железной дороги, связывавшая Сызрань и станцию Сенная (Вольский район). Дорогу строили навстречу друг другу с двух сторон. Станция Возрождение была построена в месте окончательного соединения двух частей. В 1943 году началось строительство дополнительных путей и движение пассажирских поездов, был построен первый вокзал. Для обеспечения близлежащих колхозов была построена нефтебаза.
В 2015 году тип населённого пункта «железнодорожная станция» был изменён на «станция».

## Население
| 2002 | 2003 | 2004 | 2005 | 2006 | 2007 | 2008 |
| ---- | ---- | ---- | ---- | ---- | ---- | ---- |
| 502  | ↘470 | ↘433 | ↘424 | ↘408 | ↘398 | ↘386 |
| 2009 | 2010 | 2011 |      |      |      |      |
| ↘371 | ↘355 | ↘339 |      |      |      |      |